# Ringkanalisation
Eine Ringkanalisation ist ein Kanalnetz, das ringförmig um einen See angelegt wird, um zu verhindern, dass ungeklärtes Abwasser in den See geleitet wird. Das durch die am See gelegene Ortschaft entstandene Abwasser wird in einer Kläranlage gesammelt und meist erst unterhalb des Seeabflusses wieder eingeleitet.
Ringkanalisationen haben in der Praxis eher die Form eines U oder Y als die eines Rings.
Von 1957 bis 1965 wurde rund um den oberbayerischen Tegernsee die weltweit erste Ringkanalisation erbaut. Von 1986 bis 1989 entstand der Chiemsee-Ringkanal.